# Gary Smith
Gary Edward Smith (Ottawa, 4 febbraio 1944) è un ex hockeista su ghiaccio canadese di ruolo portiere che nel corso della carriera ha giocato nella National Hockey League e nella World Hockey Association.

## Carriera
Gary Smith crebbe giocando ad hockey con alcune formazioni giovanili della città di Toronto, conquistando nel 1964 la Memorial Cup con la maglia dei Toronto Marlboros, squadra affiliata alla franchigia della National Hockey League dei Toronto Maple Leafs.
Nelle prime tre stagioni da professionista Smith giocò per diverse formazioni affiliate ai Maple Leafs nelle leghe minori nordamericane, in particolare nell'American Hockey League con i Rochester Americans. Esordì in NHL nella stagione 1965-66 giocando tre partite.
Nel corso della carriera si conquistò il soprannome Suitcase ("valigia" in inglese) a causa delle numerose formazioni per cui giocò. Dopo essere stato scelto nell'NHL Expansion Draft 1967 dagli Oakland Seals Smith vi restò per quattro stagioni, stabilendo nel'annata 1969-70 due nuovi record della NHL per il maggior numero di gare giocate da un portiere in stagione regolare (71) e quello negativo di sconfitte subite (48).
Nel biennio 1971-1973 vestì la maglia dei Chicago Blackhawks conquistando un Vezina Trophy insieme a Tony Esposito e arrivando fino alla finale di Stanley Cup, per poi essere sconfitti dai Montreal Canadiens in sei partite. Successivamente giocò per tre stagioni con i Vancouver Canucks, arrivando nel 1975 ad essere convocato nell'NHL All-Star Game e arrivando al quinto posto nella votazione per l'Hart Trophy. Fra il 1976 e il 1978 si divise fra NHL, AHL e CHL con le organizzazioni dei Minnesota North Stars e dei Washington Capitals.
Smith nelle due stagioni successive lasciò la NHL per la World Hockey Association, giocando per alcune settimane insieme a Wayne Gretzky negli Indianapolis Racers. Dopo lo scioglimento dei Racers si trasferì ai Winnipeg Jets vincendo l'Avco World Trophy nella stagione 1978-1979. Smith si ritirò dall'attività agonistica nel 1980.

## Palmarès

### Club
- Avco World Trophy: 1

Winnipeg: 1978-1979
- Calder Cup: 1

Rochester: 1965-1966
- Memorial Cup: 1

Toronto: 1964

### Individuale
- Vezina Trophy: 1

1971-1972
- NHL All-Star Game: 1

1975